# Clach Biorach
Der Clach Biorach (auch Clach Chairidh – deutsch spitzer Stein – englisch Sharp Stone) ist ein drei Meter hoher Menhir (englisch Standing stone) aus rotem Sandstein, der in einem Feld etwa 0,4 km nordwestlich des Dorfes Edderton in Easter Ross, Council Area Highland, in Schottland steht.
Der Menhir ist als Scheduled Monument denkmalgeschützt.

## Beschreibung

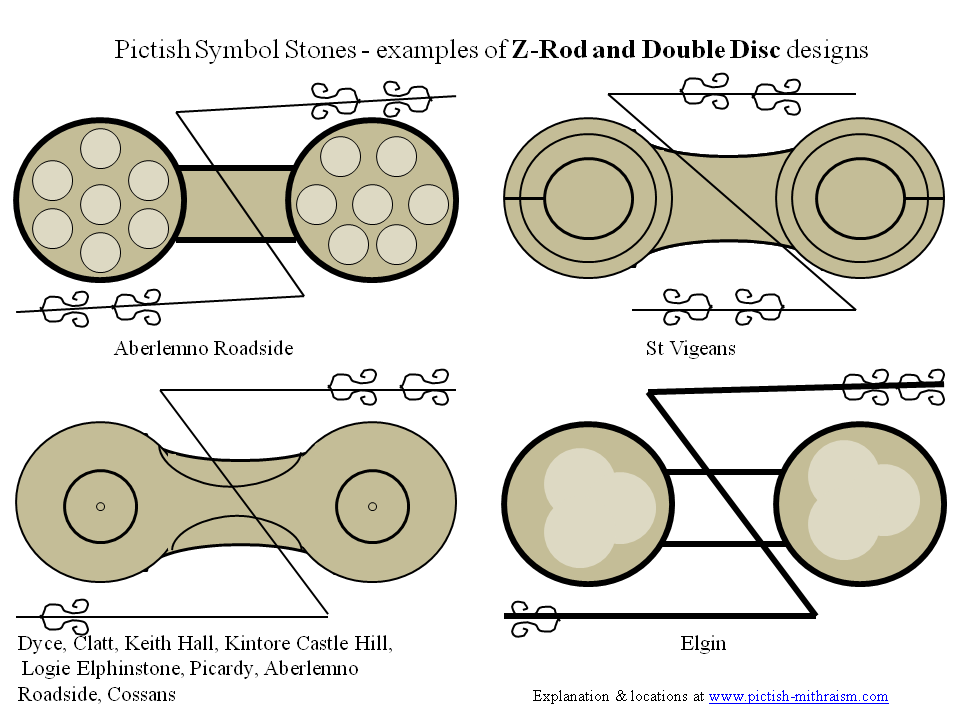
Doppelscheiben mit Z-Stab

Der Menhir stammt aus der Bronzezeit, aber zwei, später auf der Nordseite eingravierte Symbole, ein Fisch (Lachs) und eine Doppelscheibe mit Z-Stab, im piktischen Stil machen ihn zu einem piktischen Symbolstein der Klasse I. 
Der Stein hat eine Höhe von etwa 3,0 m und misst an der Basis etwa 1,0 m × 0,5 m. Er verjüngt sich zur Spitze hin, was für seinen Namen „der spitze Stein“ verantwortlich ist. Um die Basis finden sich kleine und mittelgroße abgerundete Steine.
In der Nähe steht die Cross-Slab von Edderton ein Piktenstein der Klasse III.